# Спитак (футбольный клуб)
«Спита́к» — советский и армянский футбольный клуб из Спитака. Основан не позднее 1984 года.

## Названия
- 1984, 1988 — «Базум».
- 1985—1986 — «Швейник».
- 1989—1998 — «Спитак».

## Достижения
- 12-е место в зональном турнире Второй лиги СССР (1989).
- 3-кратный чемпион Армянской ССР (1984, 1985, 1988).
- Обладатель Кубка Армянской ССР (1986).